# Alberto Tejada Burga
Pour les articles homonymes, voir Tejada (homonymie).
Alberto Tejada Burga (20 septembre 1924 - 20 janvier 2018) est un arbitre péruvien de football. Il est le père d'Alberto Tejada Noriega, arbitre lui aussi.

## Biographie
En tant qu'arbitre international, Alberto Tejada a dirigé plusieurs rencontres de Copa Libertadores de 1962 à 1973 ainsi que des matchs d'éliminatoires de Coupe du Monde entre 1961 et 1973. Il a néanmoins officié dans deux compétitions majeures :  
- Championnat sud-américain 1959 (Argentine) (2 matchs).
- Coupe intercontinentale 1970 (finale retour).

En outre, il a été le président de la CONAR (Commission Nationale des Arbitres au Pérou), puis instructeur FIFA pendant vingt ans avant de s'éteindre à l'âge de 93 ans, le 20 janvier 2018.